# Gerbershausen
Gerbershausen település Németországban Türingia tartományban. Lakosainak száma 605 fő (2023. december 31.).

## Népesség
A település népességének változása:
| Lakosok száma | 594  | 584  | 581  | 594  | 605  |
|               | 2017 | 2019 | 2021 | 2022 | 2023 |